# Хмињанска Нова Вес
Хмињанска Нова Вес (слч. Chminianska Nová Ves) насељено је мјесто са административним статусом сеоске општине (слч. obec) у округу Прешов, у Прешовском крају, Словачка Република.

## Становништво
| Година:    | 1994. | 2004.    | 2014.   | 2024.   |
| ---------- | ----- | -------- | ------- | ------- |
| Број људи: | 1085  | 1224     | 1289    | 1291    |
| Разлика:   |       | +12,81 % | +5,31 % | +0,15 % |

| Година:    | 2023. | 2024.   |
| ---------- | ----- | ------- |
| Број људи: | 1278  | 1291    |
| Разлика:   |       | +1,01 % |

Према подацима о броју становника из 2024. године насеље је имало 1291 становника.